# Anglicisme
Anglicisme, anglisering eller engelskgøring (uautoriseret stavemåde anglificering) er lån af ord, vendinger eller udtryk fra engelsk og på andre sprogområder som syntaktisk og morfologisk. Det modsatte af anglisering (af dansk) er fordanskning.
Mens dansk i tidligere århundreder først og fremmest har lånt ord fra latin, plattysk og fransk, er engelsk blevet hovedkilden til lån i det sidste århundrede. Latinske, plattyske og franske lån er ofte velintegrerede og kan næppe genkendes som lån af den almindelige sprogbruger, jf. (vand)pyt fra latin puteus = 'brønd', betale fra plattysk betalen, (kød)sky fra fransk jus. Engelske lån har til gengæld for det meste bevaret fremmed udtale, stavning og bøjning (flertals -s) og er derfor meget synlige. Som reaktion udsendte Kirsten Rask i 2000 (2. udg. 2001) bogen: Sprogrenserordbog: Tal Dansk!, ISBN 87-90451-27-9. Bogen kommer med gode forslag til, hvilke danske ord vi kan benytte i stedet for engelske lån.
Flere sprogforskere fra Dansk Sprognævn som den forhenværende formand Niels Davidsen-Nielsen mener, at omfanget af 'den engelske syge' kan betyde, at dansk om nogle år ikke længere vil være et komplet og samfundsbærende sprog.

## Eksempler
- Den 38-årige Dimebag Darrell stiftede i 80'erne Pantera sammen med sin bror Vinnie Paul, der også spillede trommer i Damageplan, efter at Pantera sidste år splittede op. Politiken 09.12.2004 kl. 13:18.